# アメリカ合衆国の対日宣戦布告

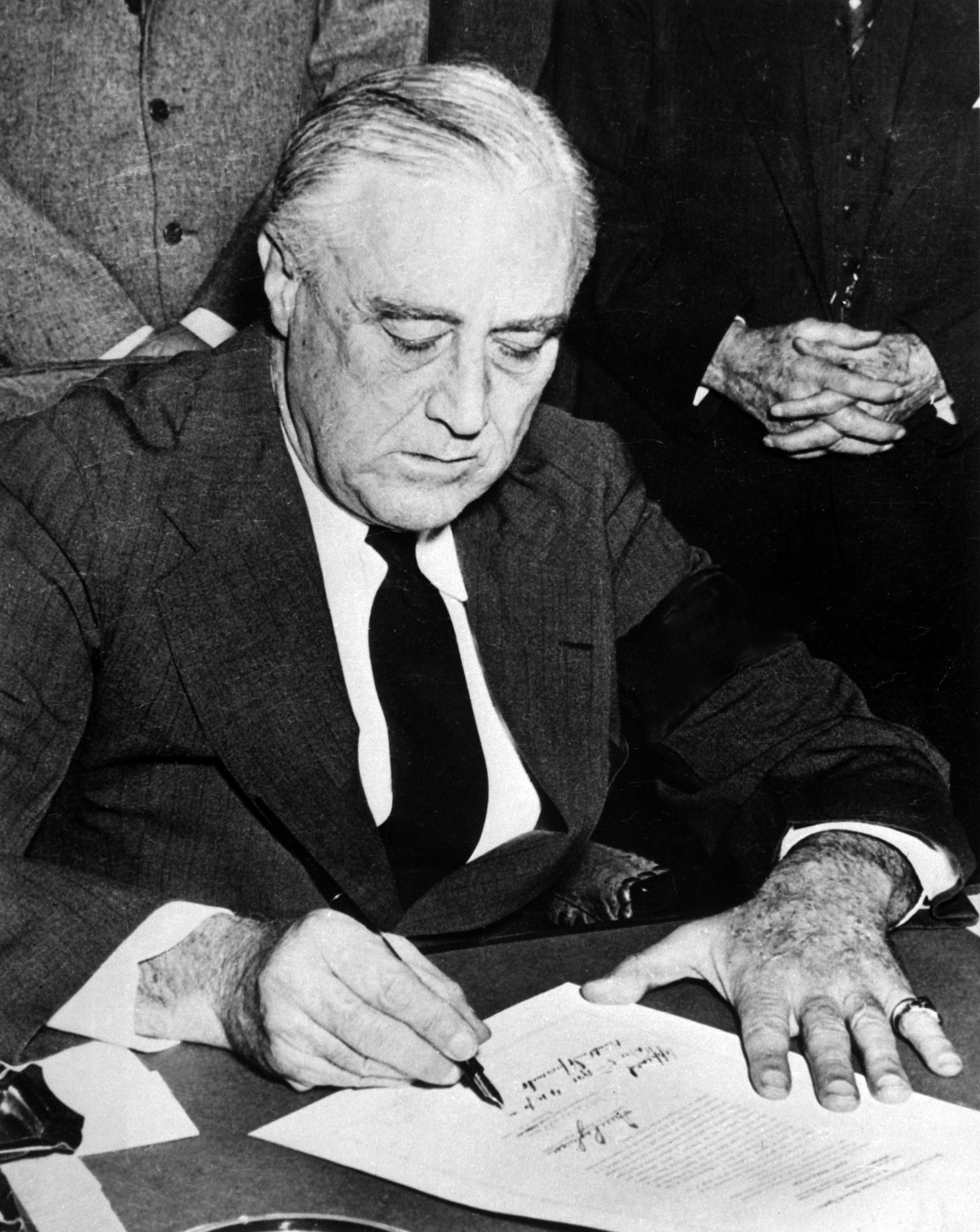
黒い腕章を着けたアメリカのルーズベルト大統領が日本に対する宣戦布告に署名している（1941年12月8日）

この記事は、アメリカ合衆国の対日宣戦布告（アメリカがっしゅうこくのたいにちせんせんふこく）について解説する。
1941年12月8日、アメリカ合衆国議会は、前日の日本軍による真珠湾攻撃と宣戦布告を受けて、大日本帝国に対して宣戦布告を行った。宣戦布告はアメリカのフランクリン・ルーズベルト大統領による演説の1時間後に策定された。これにより、太平洋戦争（大東亜戦争）が開戦した。この宣戦布告を受けて、日本の同盟国であるナチス・ドイツとイタリア王国もアメリカ合衆国に宣戦布告し、アメリカ合衆国が連合国の一員として第二次世界大戦に全面的に参戦することになった。

## 背景
大日本帝国海軍のアメリカ合衆国に対する真珠湾攻撃は日本による宣戦布告が行われる前に実行された。原則として、日本がアメリカ合衆国に対してさらなる和平交渉を放棄すると通知してから30分以内には攻撃を行うべきではないとされていたが、通知が届けられる前に攻撃が開始された。東京からワシントンD.C.の日本大使館に5000文字の通知（"14-Part Message"として知られる）が届けられたが、非常に機密性が高かったために、大使館の高官が暗号を解読して、翻訳して、タイプする必要があったが、使用可能時間内にこれらの作業を行うことはできず、結局、駐米大使の野村吉三郎は攻撃開始までに届けることはなかった。しかし、仮にそれが行われたとしても、実際の通知は宣戦布告も外交関係の断絶も行わないような文章だったために、外交の伝統の要求を満たす適切な宣戦布告ではなかった。1941年12月7日（日本時間8日）、日本は正式にアメリカ合衆国と大英帝国に宣戦布告した。
イギリスの対日宣戦布告はアメリカ合衆国の対日宣戦布告の9時間前に行われた。イギリスの植民地マレー、シンガポール、香港に対する攻撃とウィンストン・チャーチル首相がアメリカ合衆国に対する日本の攻撃から1時間以内に宣戦布告すると約束したことがイギリスの対日宣戦布告の理由の一端として挙げられる。

## 採決と大統領の署名
1941年12月8日午後12時、フランクリン・ルーズベルト大統領は、議会の合同会議において演説を行い、宣戦布告を正式に要求した。まもなく、宣戦布告について議会で採決が行われ、午後1時10分には上院と下院で可決された。採決結果は、上院82–0、下院388–1であった。
大統領は同日の午後4時10分に宣戦布告に署名した。
宣戦布告に反対したのは、女性で最初の連邦議員でモンタナ州選出の共和党員のジャネット・ランキンただ一人で、彼女は平和主義者として活動しており、仲間の一部から非難された。ランキンは1917年、アメリカ合衆国が第一次世界大戦に参戦するきっかけになった宣戦布告に反対した56人の一人となっていたが、この時は彼女のみが反対であり、一部の同僚議員からは全会一致にするために翻意する（少なくとも棄権する）ように求められたが「女性として戦争には行けない以上、誰も戦争に送ることはできない」と述べ拒否した。ランキンは当時アメリカの下院に議席を持っていた女性10人の一人であった。採決の後、記者はランキンを共和党員のクロークルームまで追いかけたが、いかなるコメントも拒否し、合衆国議会警察がクロークルームから立ち退かせるまで、電話ブースに避難していた。2日後にドイツとイタリアに対する宣戦布告が同じように採決されたが、彼女は棄権した。

対日宣戦布告の文書

## 宣戦布告
Whereas the Imperial Government of Japan has committed unprovoked acts of war against the Government and the people of the United States of America:
日本国政府と合衆国政府及び国民との間に戦争状態が存在することを宣言し、それを遂行するための規定を設ける共同決議。
大日本帝国政府がアメリカ合衆国政府及び国民に対して挑発的な戦争行為を行ったのにしたがって、